# Jeremy Miller (aracnologo)
Jeremy Miller (Washington, 1973) è un aracnologo statunitense.

## Biografia
Laureatosi in biologia all'Evergreen State College di Olympia nel 1994, ha conseguito il Ph.D al Dipartimento per le scienze biologiche della George Washington University nel 1998.

## Spedizioni
Ha partecipato a spedizioni in alcuni hot spot di biodiversità delle Filippine, del Vietnam e delle montagne del Gaoligongshan, nello Yunnan occidentale cinese; al 2011 è ricercatore al dipartimento di entomologia della California Academy of Sciences.

### Campo di studi
Il suo campo specifico di studi comprende la sistematica, la biodiversità e l'etologia dei ragni. In particolare la morfologia, la filogenesi e la tassonomia descrittiva dei Theridiosomatidae, Mysmenidae, Anapidae, Symphytognathidae e Linyphiidae.

## Taxa descritti
- Apobrata Miller, 2004, ragno (Linyphiidae)
- Coddingtonia Miller, Griswold & Yin, 2009, ragno (Theridiosomatidae)
- Gaiziapis Miller, Griswold & Yin, 2009, ragno (Anapidae)
- Gaoligonga Miller, Griswold & Yin, 2009, ragno (Mysmenidae)
- Leviola Miller, 1970, ragno (Mysmenidae)

## Taxa denominati in suo onore
(Vanno inseriti in questo paragrafo solo i taxa effettivamente denominati in onore di Jeremy Miller; non va infatti dimenticato l'altro celebre aracnologo ceco František Miller (1902-1980) che crea non pochi casi di omonimie)

## Alcune pubblicazioni
- Miller, J.A., 1996 - Cladistic analysis of the Atypoidesplus Antrodiaetus lineage of mygalomorph spiders, (Araneae, Antrodiaetidae). Journal of Arachnology, vol.24(3), p. 201-213
- Miller, J.A., 1997 - Cladistic analysis of the erigonine spider genus Sisicottus, (Araneae, Linyphiidae). Willi Hennig Society, Washington, D.C.
- Miller, J.A., 1998 - A cladistic revision of Sisicottus, (Araneae, Linyphiidae, Erigoninae): systematics without monotypic genera. International Congress of Arachnology, Chicago
- Miller, J.A., 1999 - On the phylogenetic relationships of Sisicottus hibernus, (Araneae, Linyphuidae, Erigoninae). Journal of Arachnology, vol.27 p. (44-52)
- Miller, J.A., 1999 - Progress in Neotropical erigonine systematics American Arachnological Society, Trinidad.